# Grift (Veluwe)

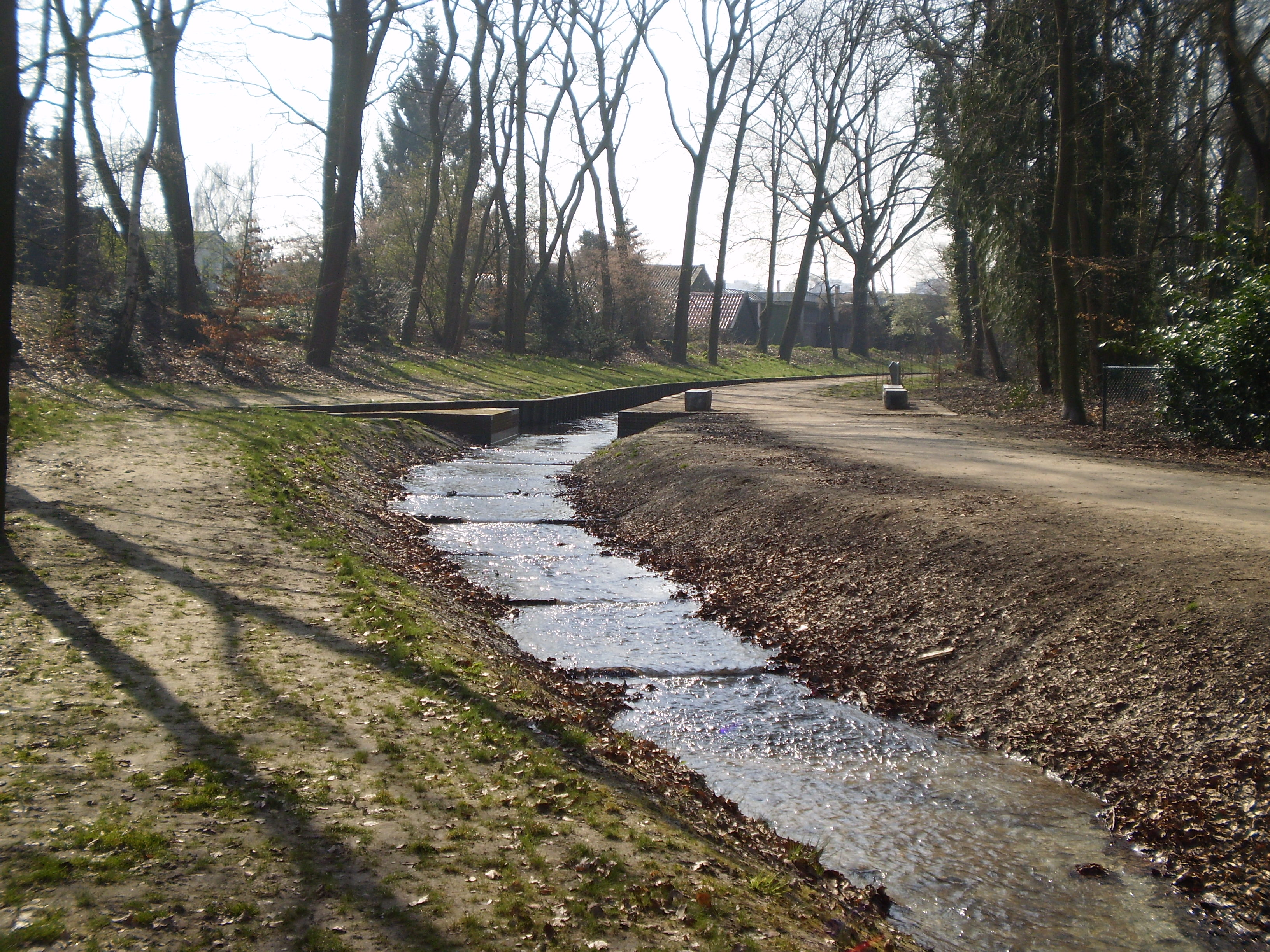
Vernieuwde Grift in Apeldoorn

De Grift is een waterloop op de Veluwe in de Nederlandse provincie Gelderland, lopend van Ugchelen via het centrum van Apeldoorn, tot aan de IJssel bij Hattem. Hij is aangelegd in de middeleeuwen, vermoedelijk in de 14e eeuw. De Grift diende oorspronkelijk ter ontwatering van gronden tussen de IJssel en plaatsen als Apeldoorn, Vaassen, Emst en Epe, zodat ze geschikt werden voor landbouw en veeteelt.
Het water van de Grift dreef een flink aantal watermolens aan, daarom werden plannen voor het bevaarbaar maken steeds gedwarsboomd. Uiteindelijk kwam in 1829, parallel aan de Grift (op sommige plekken zelfs nauwelijks een tiental meters ernaast) een nieuw gegraven bevaarbaar kanaal gereed, het Apeldoorns Kanaal. De Grift mondt er sindsdien in Heerde in uit.

## Loop

### Bovenloop
De bovenloop van de Grift wordt gevoed door sprengenkoppen, wat zou kunnen suggereren dat het een beek is. Wordt gelet op de ligging in het landschap dan is duidelijk dat de waterloop niet van nature de laagste plekken in het landschap volgt, maar hier en daar 'opgeleid' moet zijn: door menselijk ingrijpen verlegd volgens de hoogtelijnen naar plaatsen met een hoger peil dan dat van het dal. Overigens is taalkundig de naam 'Grift' nauw verwant aan het werkwoord 'graven'.
In het bebouwde gebied van Apeldoorn zijn, na het teloorgaan van de watermolens, grote delen van het stroompje in buizen onder het wegdek verdwenen. Begin eenentwintigste eeuw zijn delen weer open gelegd, zoals in de binnenstad en langs de Vlijtseweg. Op 15 september 2008 werd de vernieuwde, door grote delen van de stad stromende Grift officieel geopend door staatssecretaris Tineke Huizinga (Verkeer en Waterstaat). Zo'n 3,5 kilometer moest toen echter nog boven de grond worden gehaald. In maart 2012 werd het gedeelte langs de Beurtvaartstraat officieel opgeleverd.
In april 2009 maakte de gemeente Apeldoorn bekend dat de beekprik (een zeldzame kaakloze vis) was gesignaleerd in de Grift, wat zou duiden op een gezond aquatisch milieu. In 2012 is ook de snoek weer in het centrum van Apeldoorn gesignaleerd.

### Benedenloop
De benedenloop van de Grift, die grotendeels parallel loopt aan het Apeldoorns Kanaal, is rond 2012 door het waterschap gesaneerd en aangepast met het oogmerk waterkwaliteit en ecologische waarde te verbeteren. De Grift vormt meer dan voorheen de verbindende schakel tussen allerlei sprengen en beken die van de Veluwe oostwaarts stromen.

## Foto's

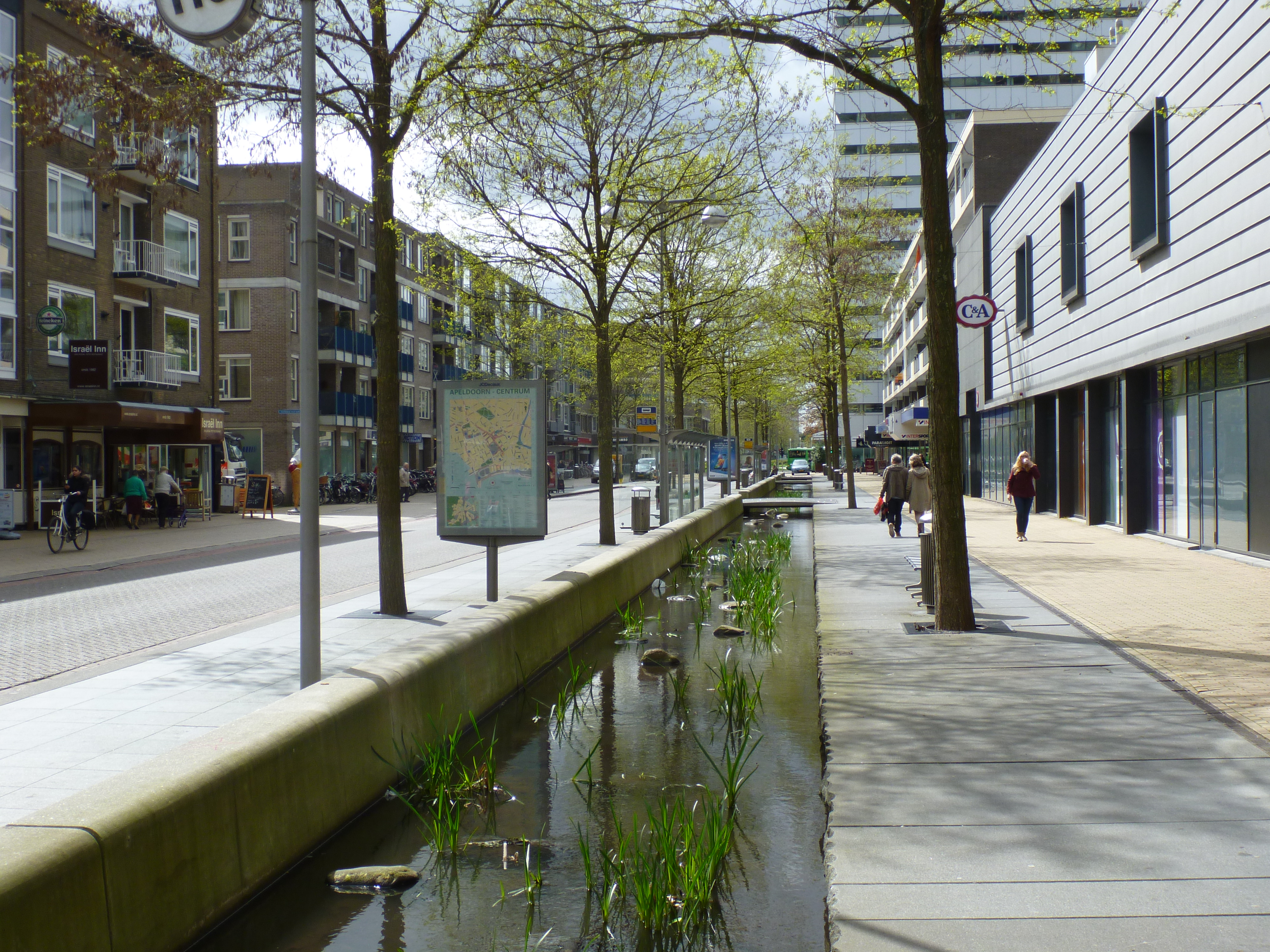
Apeldoorn Centrum
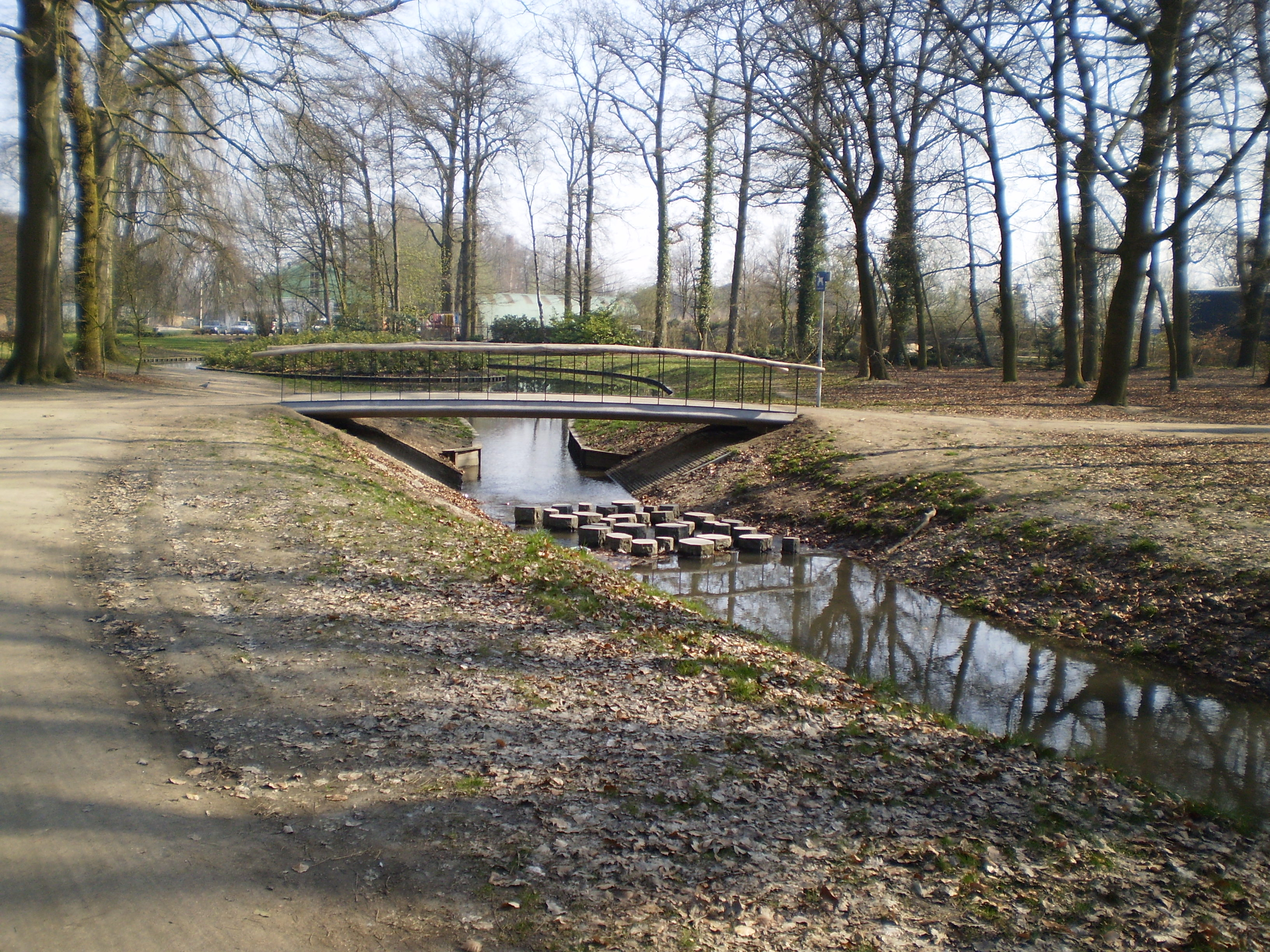
Apeldoorn
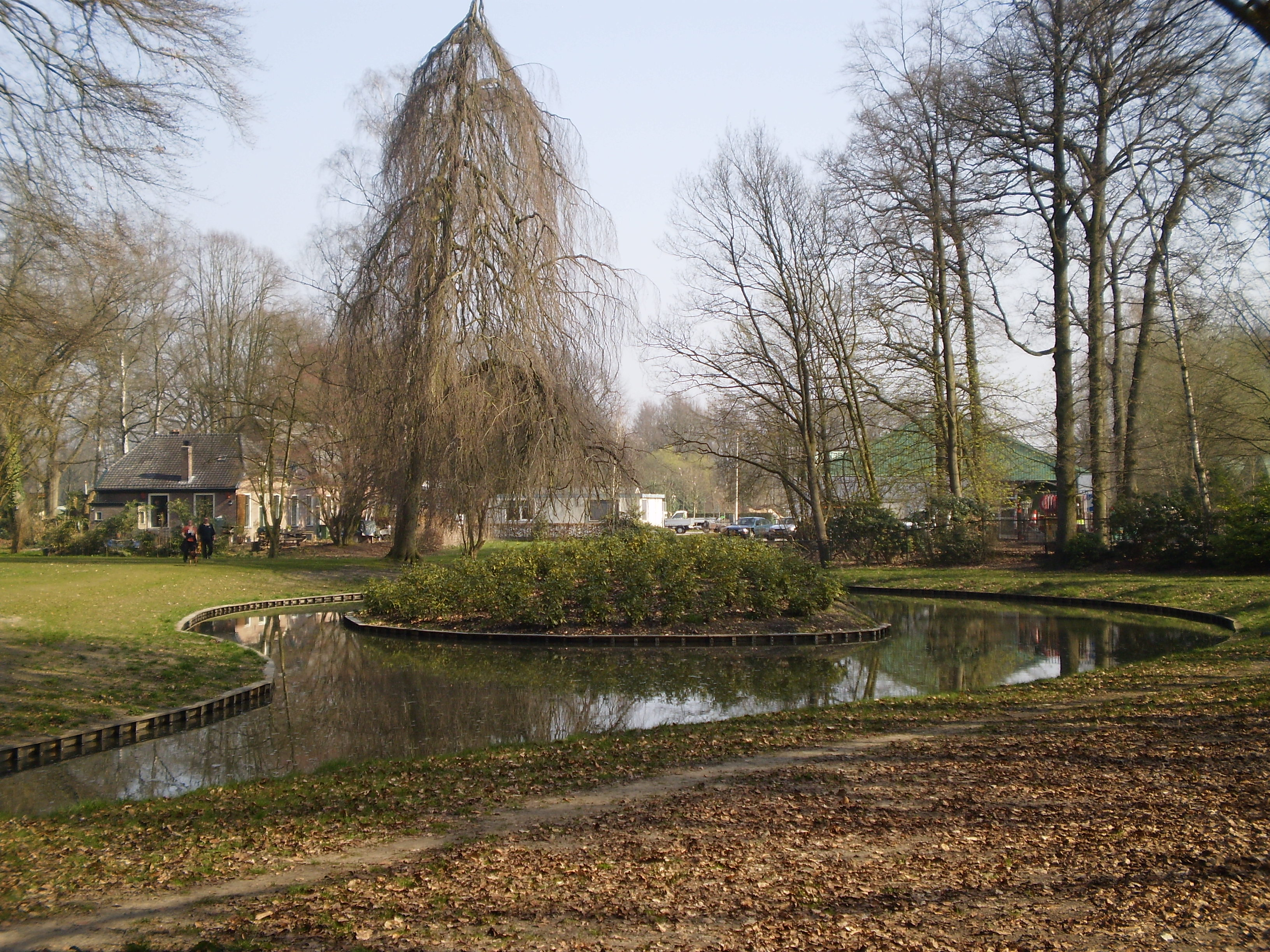
Apeldoorn
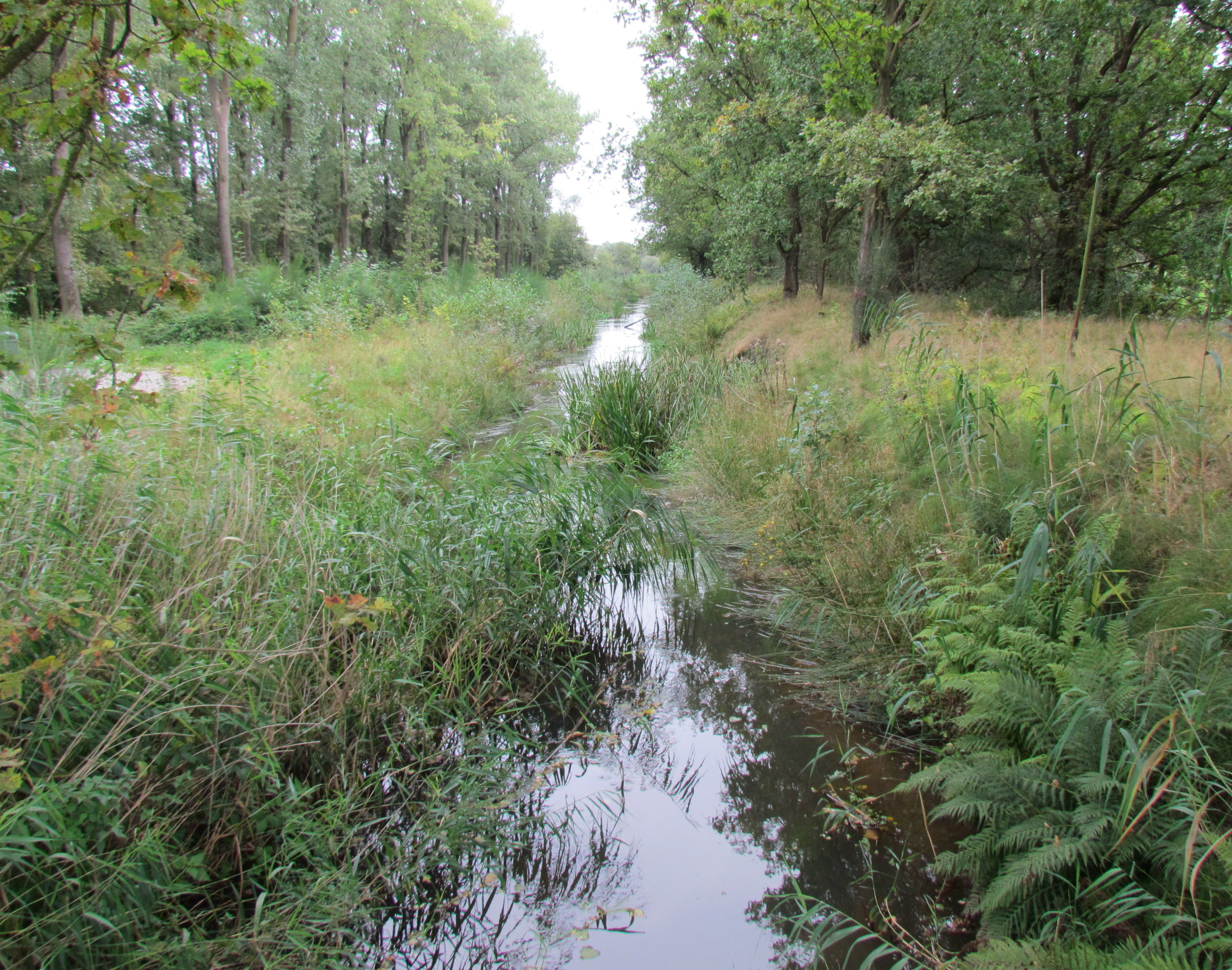
Ten noorden van Vaassen
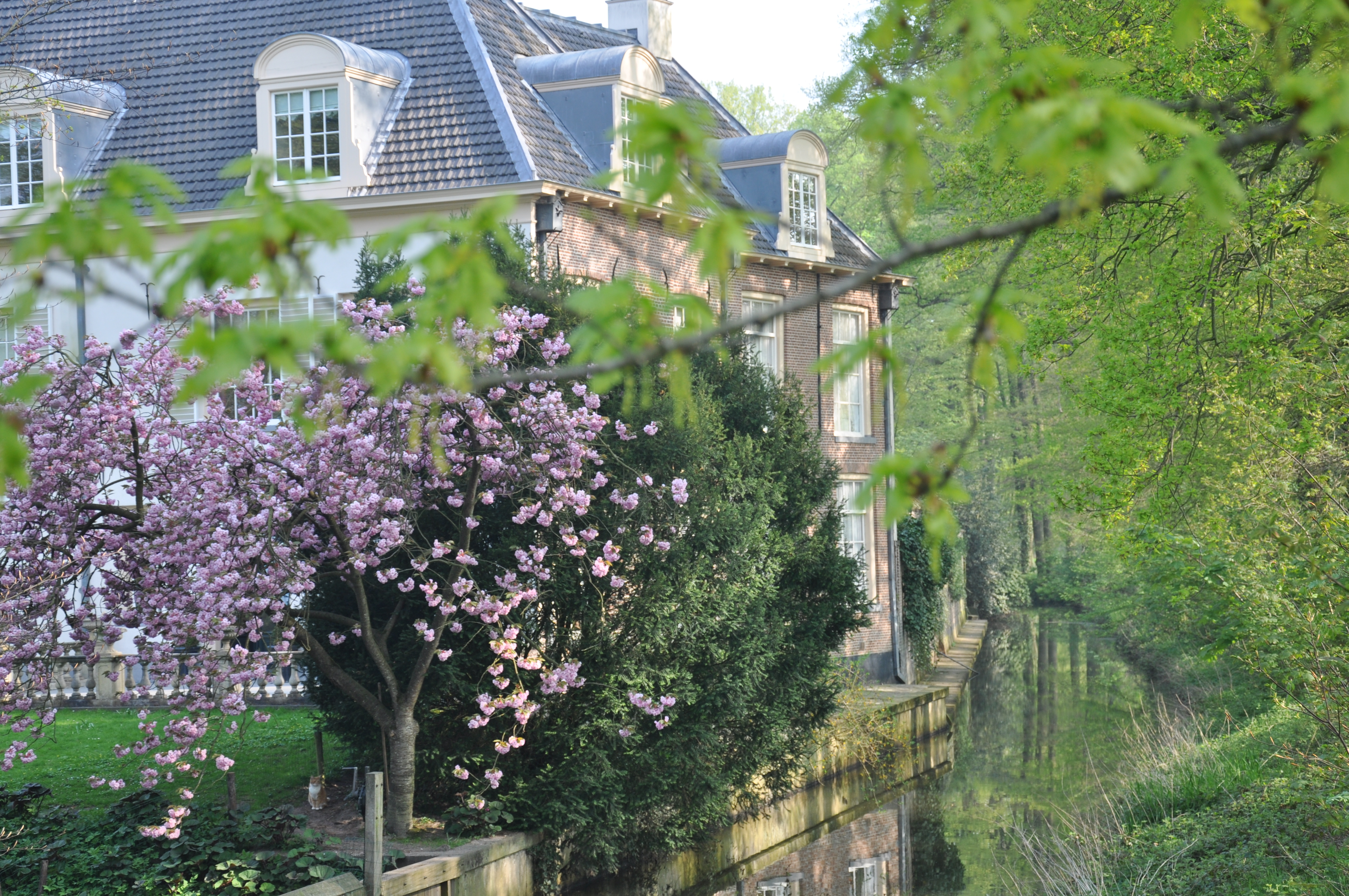
Bonenburg bij Heerde